# 亜洲大学
亜洲大学（あしゅうだいがく〈アジアだいがく〉、英: Asia University）は、台湾台中市霧峰区にある私立大学。2001年に設立され、健康と医学科学、コンピュータサイエンスと電気工学、創造的なデザイン、管理と人文科学と社会科学の学位のための教育を提供している。大学の略称は亜大。
亜洲大学は、国際競争力のある総合大学になることを目標に設立され、創立以来急速に成長している。2001年の設立時は17学科、学生数は約2000人であったが、2019年には29学科、12,000人以上の学生を有する中規模大学となった。

## 歴史

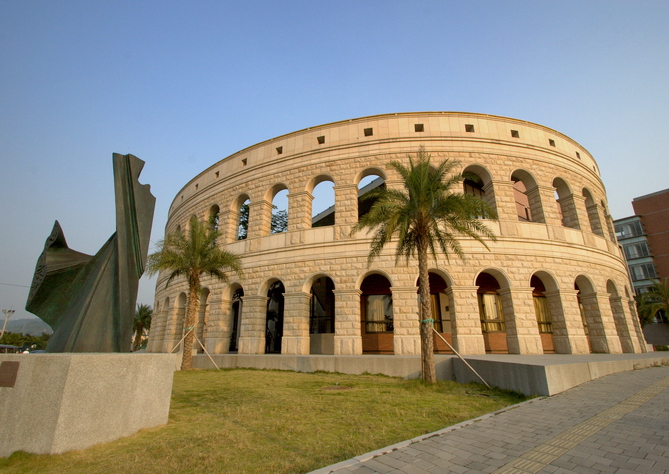
亜洲大学体育館

亜洲大学は、当初は台中健康曁管理学院の名称で、2001年8月に台湾台中市霧峰区で、蔡長海と林増連によって設立された。 2005年8月1日、教育省の権限の下で「亜洲大学」と改名された。台湾で最も若い大学であるが、過去19年間に運営されていた学校での大きな努力により、亜洲大学は優れた業績を上げており、世界の多くの有名な大学ランキングのリストに入っている。
亜洲大学は、創立以来19年で、台湾の新大学で数々の優れた記録を樹立し、国内では2005から12年連続で教育省から優秀教育大学に選ばれた。さらに、5年連続の間（2015年 ― 2019年）、Cheers雑誌によって優れたパフォーマンスで公立および私立のTop20大学に選ばれた。また亜洲大学は学生に積極的に国際デザインと発明の競争に参加するよう奨励しているが、教育省の芸術とデザインの国際競争プログラムでは、亜洲大学は2013年から5年間全国高等教育システムの1位を獲得した。

### 重要な事跡
- 2000年 - 「台中健康曁管理学院」として開校。
- 2005年8月1日 - 「亜洲大学」と改称。
- 2005年- 教育省の「大学学校評価」によって私立学校の第3グループの1位を獲得。
- 2013年10月24日 - 安藤忠雄が設計した「亜洲現代美術館」が完成。
- 2016年8月1日 - 「亜洲大学附属病院」が完成。
- 2018年 - 4つの最も著名な世界的大学ランキングのリストに入る。

## 学部組織

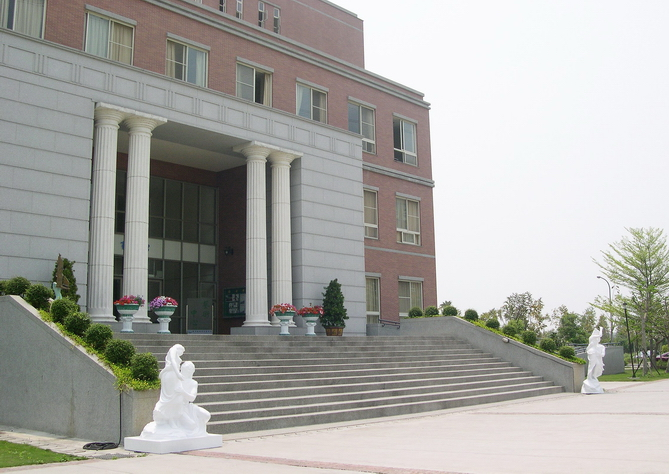
医療健康ビル

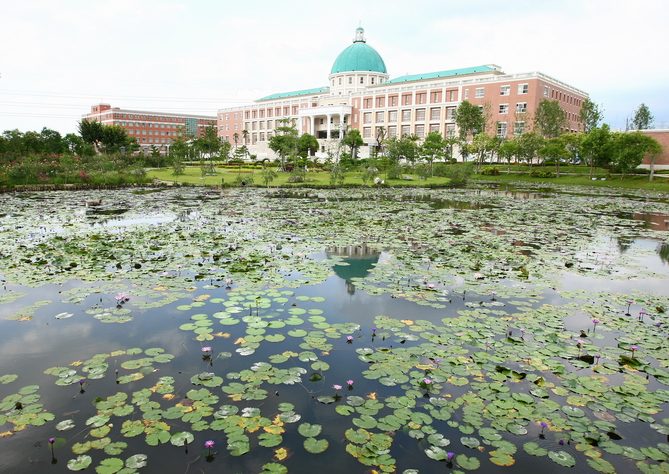
太極湖

（特記している以外の学科には学士学位課程が設置されている）

### 医療・健康科学部
学科
- 健康産業管理学科
  - 長期介護学専攻専攻
  - 医療機関管理学専攻
- 食品栄養・保健バイオテクノロジー学科
  - 食品栄養学専攻
  - 保健化粧品学専攻
  - 食品栄養・保健バイオテクノロジー学専攻（専門職学士学位課程）
- 臨床検査科学・バイオテクノロジー学科
- 心理学科
- 検眼学科
- 聴覚学・言語病理学科
- 職業治療学科
- 物理治療学科
- 獣医学科（学士号取得後の学位課程）

- 健康産業管理学研究科
  - 健康産業管理学専攻（博士課程）
  - 健康管理学専攻（修士課程、専門職学位課程）
  - 長期介護学専攻（修士課程、専門職学位課程）
  - 臨床介護管理学専攻（専門職学位課程）
- 食品栄養・保健バイオテクノロジー研究科
- 臨床検査科学・バイオテクノロジー研究科
- 心理学研究科

### 情報・電気工学部

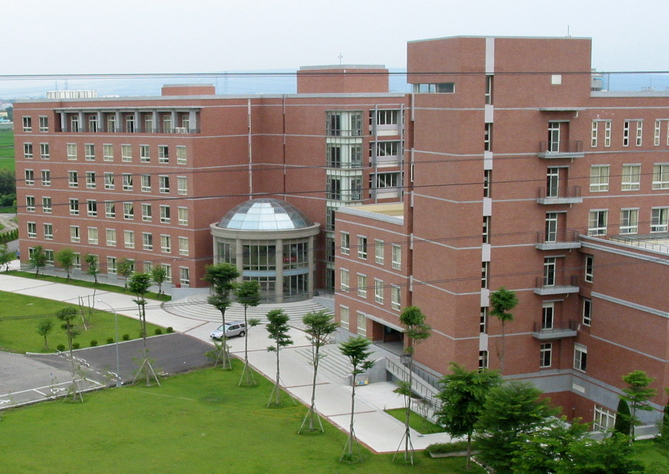
情報電気ビル

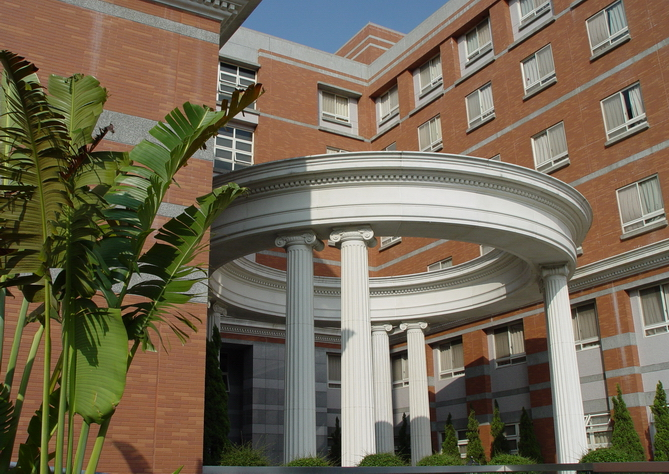
第二学寮

学科
- 生物情報・医療工学科
- コンピュータ科学・情報工学科
- モバイル商務・マルチメディア応用学科
- 光工学・通信工学科
- 情報通信工学科

- 生物情報・医療工学研究科（修士課程、専門職学位課程）
- コンピュータ科学・情報工学研究科（博士課程、修士課程、専門職学位課程）
- モバイル商務・マルチメディア応用学研究科
- 光工学・通信工学研究科
- 情報通信工学研究科
- 人工知能学専攻（博士課程）

### 管理学部
学科
- 経営管理学科
  - 企業イノベーション管理学専攻
  - マーケティング管理学専攻
  - 国際ビジネス学専攻
  - 経営管理学専攻（専門職学士学位課程）
- レジャー・レクリエーション管理学科
  - ホスピタリティ・ツーリズム事業管理学専攻
  - 観光事業管理学専攻
- 会計情報学科
- 財務金融学科
- 財務経済法律学科
  - 科学技術法学専攻
  - 金融法学専攻
- 管理学専攻（専門職学士学位課程）

- 経営管理学研究科（博士課程、修士課程、専門職学位課程）
- レジャー・レクリエーション管理学研究科（修士課程、専門職学位課程）
- 会計情報学研究科
- 財務金融学研究科（修士課程、専門職学位課程）
- 財務経済法律研究科
- EMBAシニアマネージャー専攻（専門職学位課程）

### 人文社会科学部
学科
- 外国語文学科
- 社会福祉事業学科
- 幼児教育学科

研究科
- 外国語文研究科（修士課程）
- 社会福祉事業研究科（修士課程）

### 創意デザイン学部
学科
- デジタルメディアデザイン学科
- 視覚通信デザイン学科
- 創意商品デザイン学科
- ファッションデザイン学科
- 内装デザイン学科

研究科
- デジタルメディアデザイン研究科（博士課程、修士課程）
- 視覚通信デザイン研究科
- 創意商品デザイン研究科

### 看護学部
学科
- 看護学科
- 看護学科（学士号取得後の学位課程）

研究科
- 看護学研究科

### 国際学部
- 国際学術交流センター
- 創意リーダーシップセンター
- 中国語センター
- 言語教育研究開発センター

### 人工知能学部
- 人工知能研究センター

## 附属組織

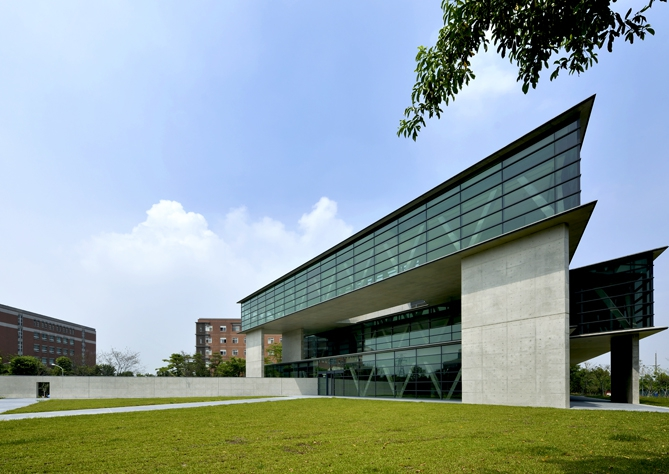
亜洲現代美術館

### 研究センター
- 食品と薬のキノコ研究センター
- 食品安全性試験センター
- ビッグデータ研究センター
- 眼科研究センター
- イノベーションと循環経済研究センター
- 精密医療研究センター
- インターネット常用癖予防センター
- 金融技術ブロックチェーン技術研究センター
- 3Dプリンティング研究センター
- トレンド研究センター

### 教育/管理センター
- 学務研究開発センター
- 教育リソースと教師の専門能力開発センター
- 学生募集センター
- 創造デザインと発明センター
- 国際学術交流センター
- 両岸教育交流センター
- 社会責任開発と実践センター

### 附属機関
- 亜洲現代美術館
- 亜洲大学附属病院

## キャンパス
キャンパスは、総面積24ヘクタール、ギリシャローマ様式のオープンガーデンプランを採用しており、19棟の建物がある。それは人文社会科学・管理学ビル、医療・健康学部ビル、情報・電気工学部ビル、行政ビル、図書館、亜洲現代美術館、提携病院、獣医館、光電ハウス、温室、インターンレジャークラブ、インターンシップキッチン、クリエイティブデザインワークショップ、パワーセンターと4つの学寮の建物など。
亜洲大学のキャンパスには20枚以上のアート彫刻を設置されている。それらはすべて有名なアーティストが制作した作品である。またキャンパスの中には緑の草で覆われており、いろいろな花と木々がいっぱいに植えられている。そのため、亜洲大学は四季折々の花が咲く美しいキャンパスになった。
さらに、建物には多くの彫刻もある。それらはすべて世界的に有名な芸術家によって作成されたアートワークであり、しばしば大学の美術館に展示されている。一部の作品は、特定の建物の部屋で長期間展示されている。

## 学生
亜洲大学が設立されてから17年目、107学年度（2018/10/15）までに、11,897人の学生がいて、そのうち118人は留学生である。
学生の国際主義を養うために、亜洲大学は「学生の外国への8つの道」を促進する。それらは、（1）ダブルディグリーの学習、（2）海外スタディツアーまたは留学、（3）交換留学生になること、（4）訪問またはインターンシップ、（5）会議論文の発表、（6）コンテストへの参加の助成、（7）国際ボランティアになること、（8）新しい南で夢を作るプロジェクトを参加。さらに、2010年には、ノーベル賞フォーラムが設立され、ノーベル賞を受賞したマスターが招待され、毎年講義とガイダンスを行っている。
他に、生徒の道徳を培うために、「三つのメンタリングシステム」、「三つの美徳アカデミー」、「四つのクリエーション学校」、「ボランティア銀行」、「人材銀行」の実装も行われている。

## 主な教員
亜洲大学は新しい大学ですが、教員のラインナップは強力である。学校で多くの名高い教授が学生を教えている。博士レベルの教授は約85％で、強力なラインナップと豊富な研究経験がある。正教授はほぼ全ての教授の4分の1以上を占めるのは、新しい大学の奇跡と言える。

### 歴代学長
| 区分               | 代    | 氏名   | 任期            |
| ------------------ | ----- | ------ | --------------- |
| 台中健康暨管理学院 | 初代  | 蔡進發 | 2001年 - 2004年 |
| 亞洲大學           | 第2代 | 蔡文祥 | 2004年 - 2007年 |
| 亞洲大學           | 第3代 | 張紘炬 | 2007年 - 2010年 |
| 亞洲大學           | 第4代 | 蔡進發 | 2010年 -        |

## 交流大学

### 日本
- 帝京大学
- 京都大学
- 早稲田大学
- 近畿大学
- 亜細亜大学
- 関西大学
- 長崎大学
- 金沢工業大学
- 東北文化学園大学
- 椙山女学園大学

### その他の国
- スタンフォード大学などの81の大学